# Gran Premio motociclistico della Repubblica Ceca 2002
Il Gran Premio motociclistico della Repubblica Ceca 2002 corso il 25 agosto, è stato la decima prova del motomondiale del 2002. Ha visto vincere la Yamaha di Max Biaggi in MotoGP, Marco Melandri nella classe 250 e Lucio Cecchinello nella classe 125.

## MotoGP

### Arrivati al traguardo

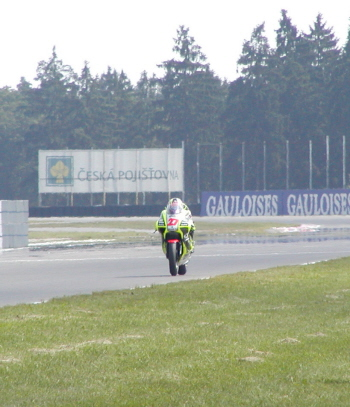
Casey Stoner

| Pos. | Nº | Pilota                   | Squadra                    | Motocicletta    | Giri | Tempo     | Griglia | Punti |
| ---- | -- | ------------------------ | -------------------------- | --------------- | ---- | --------- | ------- | ----- |
| 1º   | 3  | Max Biaggi               | Marlboro Yamaha            | Yamaha YZR-M1   | 22   | 44:36.498 | 1       | 25    |
| 2º   | 74 | Daijirō Katō             | Fortuna Honda Gresini      | Honda RC211V    | 22   | +2.755    | 2       | 20    |
| 3º   | 11 | Tōru Ukawa               | Repsol Honda               | Honda RC211V    | 22   | +7.598    | 8       | 16    |
| 4º   | 15 | Sete Gibernau            | Telefonica Movistar Suzuki | Suzuki GSV-R    | 22   | +11.889   | 9       | 13    |
| 5º   | 7  | Carlos Checa             | Marlboro Yamaha            | Yamaha YZR-M1   | 22   | +14.029   | 6       | 11    |
| 6º   | 65 | Loris Capirossi          | West Honda Pons            | Honda NSR 500   | 22   | +18.260   | 5       | 10    |
| 7º   | 99 | Jeremy McWilliams        | Proton Team KR             | Proton KR3      | 22   | +24.840   | 12      | 9     |
| 8º   | 6  | Norick Abe               | Antena 3 Yamaha d'Antín    | Yamaha YZR 500  | 22   | +26.572   | 16      | 8     |
| 9º   | 4  | Alex Barros              | West Honda Pons            | Honda NSR 500   | 22   | +28.741   | 10      | 7     |
| 10º  | 19 | Olivier Jacque           | Gauloises Yamaha Tech 3    | Yamaha YZR 500  | 22   | +29.156   | 15      | 6     |
| 11º  | 10 | Kenny Roberts Jr         | Telefonica Movistar Suzuki | Suzuki GSV-R    | 22   | +32.920   | 19      | 5     |
| 12º  | 17 | Jurgen van den Goorbergh | Kanemoto Racing            | Honda NSR 500   | 22   | +38.670   | 13      | 4     |
| 13º  | 8  | Garry McCoy              | Red Bull Yamaha WCM        | Yamaha YZR 500  | 22   | +45.144   | 4       | 3     |
| 14º  | 33 | Akira Ryō                | Team Suzuki                | Suzuki GSV-R    | 22   | +51.932   | 20      | 2     |
| 15º  | 31 | Tetsuya Harada           | Pramac Honda Racing        | Honda NSR 500   | 22   | +1:02.171 | 17      | 1     |
| 16º  | 55 | Régis Laconi             | MS Aprilia Racing          | Aprilia RS Cube | 22   | +1:02.238 | 18      |       |
| 17º  | 50 | Sylvain Guintoli         | Yamaha Tech 3              | Yamaha YZR 500  | 22   | +1:13.465 | 21      |       |

### Ritirati
| Nº | Pilota          | Squadra                 | Motocicletta   | Giri | Griglia |
| -- | --------------- | ----------------------- | -------------- | ---- | ------- |
| 46 | Valentino Rossi | Repsol Honda            | Honda RC211V   | 20   | 3       |
| 21 | John Hopkins    | Red Bull Yamaha WCM     | Yamaha YZR 500 | 12   | 7       |
| 9  | Nobuatsu Aoki   | Proton Team KR          | Proton KR3     | 11   | 14      |
| 56 | Shin'ya Nakano  | Gauloises Yamaha Tech 3 | Yamaha YZR 500 | 0    | 11      |

### Non partito
| Nº | Pilota    | Squadra                 | Motocicletta   | Griglia |
| -- | --------- | ----------------------- | -------------- | ------- |
| 20 | Pere Riba | Antena 3 Yamaha d'Antín | Yamaha YZR 500 | 22      |

## Classe 250

### Arrivati al traguardo
| Pos. | Nº | Pilota                | Squadra                     | Motocicletta | Giri | Tempo     | Griglia | Punti |
| ---- | -- | --------------------- | --------------------------- | ------------ | ---- | --------- | ------- | ----- |
| 1º   | 3  | Marco Melandri        | MS Aprilia Racing           | Aprilia      | 20   | 41:41.572 | 2       | 25    |
| 2º   | 9  | Sebastián Porto       | Petronas Sprinta Yamaha TVK | Yamaha       | 20   | +7.023    | 3       | 20    |
| 3º   | 24 | Toni Elías            | Telefonica Movistar-Repsol  | Aprilia      | 20   | +8.135    | 7       | 16    |
| 4º   | 10 | Fonsi Nieto           | Telefonica Movistar-Repsol  | Aprilia      | 20   | +8.307    | 1       | 13    |
| 5º   | 27 | Casey Stoner          | Safilo Oxydo Race LCR       | Aprilia      | 20   | +11.322   | 20      | 11    |
| 6º   | 17 | Randy de Puniet       | Campetella Racing           | Aprilia      | 20   | +11.636   | 9       | 10    |
| 7º   | 15 | Roberto Locatelli     | Tu Racing                   | Aprilia      | 20   | +16.988   | 4       | 9     |
| 8º   | 8  | Naoki Matsudo         | Dark Dog Yamaha Kurz        | Yamaha       | 20   | +20.984   | 8       | 8     |
| 9º   | 11 | Haruchika Aoki        | DeGraaf Grand Prix          | Honda        | 20   | +21.002   | 12      | 7     |
| 10º  | 84 | David García          | Fortuna Honda Gresini       | Honda        | 20   | +30.259   | 17      | 6     |
| 11º  | 26 | Ralf Waldmann         | UGT 3000 - Abruzzo          | Aprilia      | 20   | +30.357   | 10      | 5     |
| 12º  | 12 | Jason Vincent         | Cibertel Honda BQR          | Honda        | 20   | +30.805   | 14      | 4     |
| 13º  | 6  | Alex Debón            | Campetella Racing           | Aprilia      | 20   | +43.592   | 11      | 3     |
| 14º  | 28 | Dirk Heidolf          | Aprilia Germany             | Aprilia      | 20   | +44.141   | 22      | 2     |
| 15º  | 22 | Raúl Jara             | RFME Equipo Nacional        | Aprilia      | 20   | +50.513   | 16      | 1     |
| 16º  | 36 | Erwan Nigon           | Equipe de France - Scrab GP | Aprilia      | 20   | +1:02.225 | 23      |       |
| 17º  | 19 | Leon Haslam           | Cibertel Honda BQR          | Honda        | 20   | +1:04.058 | 19      |       |
| 18º  | 42 | David Checa           | Safilo Oxydo Race LCR       | Aprilia      | 20   | +1:15.519 | 15      |       |
| 19º  | 29 | Henk van den Lagemaat | DeGraaf Grand Prix          | Honda        | 20   | +2:05.290 | 25      |       |
| 20º  | 63 | Gábor Rizmayer        | Bird Racing                 | Honda        | 19   | +1 giro   | 27      |       |

### Ritirati
| Nº | Pilota          | Squadra                        | Motocicletta | Giri | Griglia |
| -- | --------------- | ------------------------------ | ------------ | ---- | ------- |
| 21 | Franco Battaini | Imola Circuit Exalt Cycle Race | Aprilia      | 19   | 5       |
| 32 | Héctor Faubel   | RFME Equipo Nacional           | Aprilia      | 19   | 21      |
| 4  | Roberto Rolfo   | Fortuna Honda Gresini          | Honda        | 18   | 6       |
| 13 | Jaroslav Huleš  | Dark Dog Yamaha Kurz           | Yamaha       | 15   | 24      |
| 18 | Shahrol Yuzy    | Petronas Sprinta Yamaha TVK    | Yamaha       | 10   | 13      |
| 64 | Vladimír Častka | Slovnaft Yamaha Racing         | Yamaha       | 4    | 26      |
| 51 | Hugo Marchand   | Equipe de France - Scrab GP    | Aprilia      | 0    | 18      |

### Non partito
| Nº | Pilota       | Squadra                 | Motocicletta | Griglia |
| -- | ------------ | ----------------------- | ------------ | ------- |
| 62 | Radomil Rous | Klub Racing Team Znojmo | Honda        | 28      |

### Non qualificato
| Nº | Pilota        | Squadra            | Motocicletta |
| -- | ------------- | ------------------ | ------------ |
| 65 | Roger Heierli | Heierli Racing Pvm | Honda        |

## Classe 125

### Arrivati al traguardo
| Pos. | Nº | Pilota            | Squadra                        | Motocicletta | Giri | Tempo     | Griglia | Punti |
| ---- | -- | ----------------- | ------------------------------ | ------------ | ---- | --------- | ------- | ----- |
| 1º   | 4  | Lucio Cecchinello | Safilo Oxydo Race LCR          | Aprilia      | 19   | 41:18.287 | 6       | 25    |
| 2º   | 26 | Daniel Pedrosa    | Telefonica Movistar jnr        | Honda        | 19   | +0.202    | 3       | 20    |
| 3º   | 21 | Arnaud Vincent    | Imola Circuit Exalt Cycle Race | Aprilia      | 19   | +0.278    | 8       | 16    |
| 4º   | 80 | Héctor Barberá    | Master-Aspar                   | Aprilia      | 19   | +0.494    | 9       | 13    |
| 5º   | 1  | Manuel Poggiali   | Gilera Racing                  | Gilera       | 19   | +0.495    | 4       | 11    |
| 6º   | 17 | Steve Jenkner     | UGT 3000 - Abruzzo             | Aprilia      | 19   | +0.717    | 5       | 10    |
| 7º   | 16 | Simone Sanna      | Tu Racing                      | Aprilia      | 19   | +0.901    | 2       | 9     |
| 8º   | 15 | Alex De Angelis   | Safilo Oxydo Race LCR          | Aprilia      | 19   | +1.309    | 1       | 8     |
| 9º   | 23 | Gino Borsoi       | UGT 3000 - Abruzzo             | Aprilia      | 19   | +5.579    | 10      | 7     |
| 10º  | 36 | Mika Kallio       | Red Devil Honda                | Honda        | 19   | +7.091    | 14      | 6     |
| 11º  | 8  | Gábor Talmácsi    | PEV Moto ADAC Sachsen          | Honda        | 19   | +7.360    | 11      | 5     |
| 12º  | 5  | Masao Azuma       | Tribe by Breil                 | Honda        | 19   | +14.326   | 19      | 4     |
| 13º  | 33 | Stefano Bianco    | Bossini Sterilgarda Racing     | Aprilia      | 19   | +14.345   | 15      | 3     |
| 14º  | 6  | Mirko Giansanti   | Scot Racing                    | Honda        | 19   | +16.990   | 20      | 2     |
| 15º  | 11 | Max Sabbatani     | Bossini Sterilgarda Racing     | Aprilia      | 19   | +18.106   | 22      | 1     |
| 16º  | 12 | Klaus Nöhles      | PEV Moto ADAC Sachsen          | Honda        | 19   | +18.186   | 17      |       |
| 17º  | 41 | Yōichi Ui         | Caja Madrid Derbi Racing       | Derbi        | 19   | +22.341   | 13      |       |
| 18º  | 7  | Stefano Perugini  | Italjet Racing Service         | Italjet      | 19   | +22.408   | 16      |       |
| 19º  | 77 | Thomas Lüthi      | Elit Grand Prix                | Honda        | 19   | +22.442   | 18      |       |
| 20º  | 48 | Jorge Lorenzo     | Caja Madrid Derbi Racing       | Derbi        | 19   | +41.048   | 27      |       |
| 21º  | 34 | Andrea Dovizioso  | Scot Racing                    | Honda        | 19   | +41.208   | 21      |       |
| 22º  | 53 | Gioele Pellino    | Team Gabrielli                 | Aprilia      | 19   | +44.018   | 26      |       |
| 23º  | 88 | Robbin Harms      | Red Devil Honda                | Honda        | 19   | +50.207   | 29      |       |
| 24º  | 31 | Mattia Angeloni   | Team Italia                    | Gilera       | 19   | +50.372   | 35      |       |
| 25º  | 84 | Michel Fabrizio   | Team Italia                    | Gilera       | 19   | +50.451   | 28      |       |
| 26º  | 20 | Imre Tóth         | Semprucci Angaia Racing        | Honda        | 19   | +50.700   | 31      |       |
| 27º  | 37 | Marco Simoncelli  | CWF - Matteoni Racing          | Aprilia      | 19   | +50.746   | 24      |       |
| 28º  | 49 | Igor Kaláb        | OMV Team Hanusch               | Honda        | 19   | +51.560   | 36      |       |
| 29º  | 72 | Dario Giuseppetti | Semprucci Angaia Racing        | Honda        | 19   | +1:07.328 | 32      |       |
| 30º  | 76 | Matěj Smrž        | Semprucci Angaia Racing        | Aprilia      | 19   | +1:47.385 | 33      |       |

### Ritirati
| Nº | Pilota            | Squadra                 | Motocicletta | Giri | Griglia |
| -- | ----------------- | ----------------------- | ------------ | ---- | ------- |
| 56 | Lukáš Pešek       | Kart Centrum            | Honda        | 15   | 25      |
| 50 | Andrea Ballerini  | FCC - TSR               | Honda        | 13   | 23      |
| 22 | Pablo Nieto       | Master-Aspar            | Aprilia      | 7    | 7       |
| 25 | Joan Olivé        | Telefonica Movistar jnr | Honda        | 6    | 12      |
| 42 | Christian Pistoni | Italjet Racing Service  | Italjet      | 5    | 32      |

### Non partito
| Nº | Pilota      | Squadra               | Motocicletta | Griglia |
| -- | ----------- | --------------------- | ------------ | ------- |
| 57 | Chaz Davies | CWF - Matteoni Racing | Aprilia      | 30      |

### Non qualificato
| Nº | Pilota         | Squadra            | Motocicletta |
| -- | -------------- | ------------------ | ------------ |
| 19 | Alex Baldolini | UGT 3000 - Abruzzo | Aprilia      |